# Sarah van Aalen
Sarah van Aalen (Wijchen, 21 januari 2000) is een Nederlands volleybalspeelster. Na bij verschillende ploegen in Nederland te hebben gespeeld, kwam ze vier jaar lang uit in Duitsland voor USC Münster en USC Potsdam. Sinds 2023 kwam Van Aalen uit voor het Turkse VakifBank Istanbul, maar speelt vanaf 2024 voor het Italiaanse Chieri '76 in de Serie A1.

## Carrière
Sarah van Aalen begon haar carrière bij Wijchense Trivos in haar geboorteplaats. Vervolgens kwam ze in Nederland uit voor het Talentteam Papendal en Sliedrecht Sport. Hierna stapte Van Aalen over naar het Duitse USC Münster en in hetzelfde land kwam ze ook nog uit voor USC Potsdam. In september 2023 stapte Van Aalen over naar het Turkse VakifBank Istanbul. Na een jaar bij deze club weinig speelminuten te hebben gemaakt, komt Van Aalen sinds 2024 uit voor het Italiaanse Chieri '76.
Van Aalen komt ook uit voor de Nederlandse volleybalploeg. Via een topklassering op de wereldranglijst wisten van Aalen en haar landgenotes zich te plaatsen voor de Olympische Spelen van 2024. OP 6 juli 2024 werd bekend dat Van Aalen door bondscoach Felix Koslowski was opgenomen in de selectie van Nederland op de Olympische Spelen.